# 파리 메트로 6호선
파리 메트로 6호선(프랑스어: Paris Métro Line 6)은 파리교통공단이 운영하는 16개의 파리 메트로 노선 중 하나이다. 6호선은 윗쪽 반절을 구성하는 2호선과 함께 파리 메트로 순환선 의 남쪽 반절을 구성한다. 노선색은 연녹색으로 파리 대중교통망 중 6번째로 많은 이용객이 이용하는 노선이며, 건설된 노선 중 반 이상이 고가선로로 부설되었다.

## 연혁
- 1900년 10월 2일: 에투알 (Étoile) 역과 트로카데로 (Trocadéro) 역이 1호선 연장선으로 건설되었다.
- 1903년 11월 6일: 트로카데로 (Trocadéro) 역과 페시 (Passy) 역 간이 연장되어 남부 2호선(line 2 Sud)으로 편입되었다
- 1906년 4월 24일: 남부 2호선이 페시 (Passy) 역에서 플라스 디탈리에 (Place d'Italie) 역까지 연장되었다.
- 1907년 10월 14일: 에투알 역에서 플라스 디탈리에 (Place d'Italie) 역 간의 남부 2호선 노선이 5호선으로 합병되었다.
- 1909년 3월 1일: 6호선이 플라스 디탈리에 역과 나티옹 (Nation) 역을 노선으로 하여 개통되었다.
- 1942년 10월 12일: 에투알 ~ 플라스 디탈리에 구간이 지하 구간과 (공습에 보다 취약했던) 지상 구간을 분리하고자 하는 정책에 의해 5호선에서 6호선으로 편입되었다.
- 1974년: 차륜이 고무차륜으로 대체되었다.

### 남부 순환선(le circulaire sud)
초기 메트로 정비 계획에서는, 옛 성벽터(Mur des Fermiers généraux)를 따라 런던 지하철의 서클 선과 유사한 순환선을 구상하였다. 그러나, 운영상 어려움으로 인해 순환선은 북부 순환선과 남부 순환선의 두 노선으로 분리하였다. 초기 계획은 오스테리츠 역에서 파리 리옹 역까지 열차를 운행하는 것이었고, 거기에 1호선을 따라 나시옹 역까지 운행하는 것이었다. 이 계획의 포기로 설계자들은 플라스디탈리 역에서 나시옹 역까지 오가는(훗날 베르시 역까지 오가는 현재 6호선의 원형) 새 경로를 선택했다.
북부 순환선, 현재의 2호선은, 1903년에 개통되고, 에투알 역에서 트로카데로 역 간의 선로(남부2호선(Line 2 Sud)이라고도 함)는 1900년 10월 2일에 개통했고, 그 해 세계 박람회를 관할하는 1호선의 일부분으로 열였다. 이 노선은 3년후 파시 역에서 남쪽으로 연장되었으나, 완전히 개통되지 않았으며, 4량 편성 차량만 운용하였다.
1906년 4월 24일, 에투알(Étoile)에서 플라스디탈리(Place d'Italie) 구간이 개통되었다. 다음 해 10월에, 남부 순환선을 5호선과 합치기로 정하고, 결과적으로 에투알에서 오스테리츠 역을 거쳐 파리 북역에 이르는 열차가 운행되었다. 이 통합으로 남부2호선 지정이 폐지되었다.
제1차 세계대전 중, 파리의 폭격으로, 고가 철도 노선에 방어 시스템이 세워졌다. 열차는 2월부터 1918년 7월까지 밤 시간대에 점등되지 않았다. 그러나, 지하 열차가 매우 어두운 것에 대해 승객과 직원의 불만이 발생했다. 5호선을 운영하는 La compagnie du chemin de fer métropolitain de Paris(CMP)는 전기 및 조명 변경 권한을 위임 받았다.

### 6호선
당시 6호선은 플라스디탈리와 나시옹(Nation) 사이의 철도로 국한되었다. 인프라 작업은 1906년에 완료되었지만, CMP는 낮은 수익을 내는 선로로 인식되어 개통을 서두르지 않았다. 파리 시의 촉구와 함께, CMP는 1909년 3월 1일에 6호선을 개통했고, 1931년까지 이 방식을 유지했다. 뱅센 숲에서 문화 전시회에 대한 진입을 제공하기 위해 도시 남부 지역의 연결이 필요했다. 기술자들은 6호선이 플라스디탈리의 서쪽 부분을 인수하기로 결정하여 에투알에서 나시옹까지의 노선을 개통했고, 5호선은 플라스디탈리에서 종착한다. 전시회가 끝나고 나면, 이전 서비스 패턴이 반환된다.
1942년 10월 6일, 독일의 점령 속에서도 6호선이 계속 운영되었다. Pantin으로 가는 5호선의 북쪽 연장으로 인해 노선이 너무 길어진 것을 조치하기 위해, 5호선을 플라스디탈리에서 종착하는 것으로 바꾸었다. 이로서 에투알~나시옹 간의 남부 순환선이 오늘날 6호선으로서 만들어졌다.

### 고무차륜으로 교체
6호선의 운행 변화는 1970년대에 일어났다. 클레베르 역은 파리 메트로에서 희귀한 쌍섬식 승강장을 갖춘 4개 선로로 확장되어 노선의 제어 터미널로 전환되었다.
이후 1971년 RATP는 승객 뿐만 아니라 승강장 인근의 주민들에게 소음 및 진동을 줄이기 위해 1,4,11호선과 동일하게 6호선을 고무차륜으로 교체하기로 결정했다. 작업은 그 다음해에 시작되어 1974년 5월에 완료되었다. 이 시간 동안, 차량 운행을 촉진하기 위해 810 m (2,660 ft)의 임시 선로를 만들었다. 동시에 회선에는 중앙 통제실이 설치되었다.
MP 73 차량은 1974년 7월에 기존의 Sprague-Thomson 차량을 신속하게 대체했다. 마찬가지로 고무 차륜을 장착한 MP 59 차량과 달리 MP 73의 소재는 길게 뻗은 선로에서 더 효율적인 접촉을 위한 홈이 있다. 같은 이유로 선로는 골이 지게 설치되어 있다. 폭우에도 스위치 오버 이후에 접촉 실패가 보고되지 않았다.

## 노선도 및 정거장

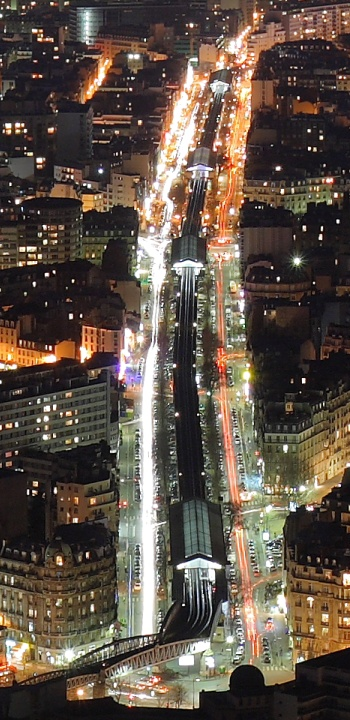
몽파르나스 탑에서 바라본 6호선 서쪽 방면 지상구간의 야경: 위에서부터 세브르-레쿠르베, 캄브론, 라 모트 피케-그르넬, 뒤플렉스, 비르-아케임 역

파리 메트로 6호선 노선도

### 역 목록
6호선 역 목록은 서쪽에서 동쪽 순으로 분류하였다.
|  |   |  | 역명(한국어)        | 역명(불어)                  | 좌표                                                                      | 소재지                         | 연결 노선                                                                                                 |
|  | - |  | ------------------- | --------------------------- | ------------------------------------------------------------------------- | ------------------------------ | --- |
|  | o |  | 샤를 드 골-에투알   | Charles de Gaulle - Étoile  | 북위 48° 52′ 25″ 동경 2° 17′ 40″ / 북위 48.87361° 동경 2.29444°           | 파리 8구, 파리 16구, 파리 17구 | 파리 메트로 · 파리 메트로 Line 1호선 · 파리 메트로 Line 2호선 · RER 선 · RER A선                          |
|  | • |  | 클레베르            | Kléber                      | 북위 48° 52′ 16″ 동경 2° 17′ 35″ / 북위 48.871138° 동경 2.293118°         | 파리 16구                      | |
|  | • |  | 부아시에르          | Boissière                   | 북위 48° 52′ 03″ 동경 2° 17′ 25″ / 북위 48.867386° 동경 2.290392°         | 파리 16구                      | |
|  | o |  | 트로카데로          | Trocadéro                   | 북위 48° 51′ 48″ 동경 2° 17′ 13″ / 북위 48.863301° 동경 2.287061°         | 파리 16구                      | 파리 메트로 · 파리 메트로 Line 9호선                                                                      |
|  | • |  | 파시                | Passy                       | 북위 48° 51′ 27″ 동경 2° 17′ 09″ / 북위 48.857445° 동경 2.285779°         | 파리 16구                      | |
|  | o |  | 비르-아케임         | Bir-Hakeim Tour Eiffel      | 북위 48° 51′ 14″ 동경 2° 17′ 22″ / 북위 48.853917° 동경 2.289332°         | 파리 15구                      | RER 선 · RER C선                                                                                          |
|  | • |  | 뒤플렉스            | Dupleix                     | 북위 48° 51′ 01″ 동경 2° 17′ 37″ / 북위 48.850392° 동경 2.293611°         | 파리 15구                      | |
|  | o |  | 라 모트 피케-그르넬 | La Motte-Picquet - Grenelle | 북위 48° 50′ 57″ 동경 2° 17′ 53″ / 북위 48.849143° 동경 2.29809°          | 파리 15구                      | 파리 메트로 · 파리 메트로 Line 8호선 · 파리 메트로 Line 10호선                                            |
|  | • |  | 캄브론              | Cambronne                   | 북위 48° 50′ 51″ 동경 2° 18′ 11″ / 북위 48.847537° 동경 2.302937°         | 파리 15구                      | |
|  | • |  | 세브르-레쿠르베     | Sèvres - Lecourbe           | 북위 48° 50′ 44″ 동경 2° 18′ 34″ / 북위 48.845634° 동경 2.309476°         | 파리 15구                      | |
|  | o |  | 파스퇴르            | Pasteur                     | 북위 48° 50′ 34″ 동경 2° 18′ 46″ / 북위 48.842836° 동경 2.312681°         | 파리 15구                      | 파리 메트로 · 파리 메트로 Line 12호선                                                                     |
|  | o |  | 몽파르나스-비앵브뉘 | Montparnasse - Bienvenüe    | 북위 48° 50′ 36″ 동경 2° 19′ 23″ / 북위 48.843466° 동경 2.323072°         | 파리 6구, 파리 14구, 파리 15구 | TER 상트르-발드루아르 TER 바스노르망디 장거리 노선                                                        |
|  | • |  | 에드가 퀴넷         | Edgar Quinet                | 북위 48° 50′ 28″ 동경 2° 19′ 30″ / 북위 48.841048° 동경 2.325084°         | 파리 14구                      | |
|  | o |  | 라스파이            | Raspail                     | 북위 48° 50′ 21″ 동경 2° 19′ 50″ / 북위 48.839194° 동경 2.330606°         | 파리 14구                      | 파리 메트로 · 파리 메트로 Line 4호선                                                                      |
|  | o |  | 당페르-로슈로       | Denfert-Rochereau           | 북위 48° 50′ 02″ 동경 2° 19′ 58″ / 북위 48.833901° 동경 2.332728°         | 파리 14구                      | 파리 메트로 · 파리 메트로 Line 4호선 · RER 선 · RER B선                                                   |
|  | • |  | 생 자크             | Saint-Jacques               | 북위 48° 49′ 58″ 동경 2° 20′ 13″ / 북위 48.832913° 동경 2.337081°         | 파리 14구                      | |
|  | • |  | 글라시에르          | Glacière                    | 북위 48° 49′ 52″ 동경 2° 20′ 36″ / 북위 48.83115° 동경 2.343384°          | 파리 13구                      | |
|  | • |  | 코르비자르          | Corvisart                   | 북위 48° 49′ 47″ 동경 2° 21′ 02″ / 북위 48.829807° 동경 2.350508°         | 파리 13구                      | |
|  | o |  | 플라스디탈리        | Place d'Italie              | 북위 48° 49′ 53″ 동경 2° 21′ 20″ / 북위 48.831483° 동경 2.355692°         | 파리 13구                      | 파리 메트로 · 파리 메트로 Line 5호선 · 파리 메트로 Line 7호선                                             |
|  | • |  | 나시오날            | Nationale                   | 북위 48° 49′ 59″ 동경 2° 21′ 46″ / 북위 48.833183° 동경 2.362718°         | 파리 13구                      | |
|  | • |  | 세발레              | Chevaleret                  | 북위 48° 50′ 06″ 동경 2° 22′ 05″ / 북위 48.834938° 동경 2.368082°         | 파리 13구                      | |
|  | • |  | 케드라가르          | Quai de la Gare             | 북위 48° 50′ 13″ 동경 2° 22′ 22″ / 북위 48.837069° 동경 2.372773°         | 파리 13구                      | |
|  | o |  | 베르시              | Bercy                       | 북위 48° 50′ 24″ 동경 2° 22′ 50″ / 북위 48.83993° 동경 2.380418°          | 파리 12구                      | TER 부르고뉴 장거리 노선                                                                                  |
|  | • |  | 뒤고미에르          | Dugommier                   | 북위 48° 50′ 20.58″ 동경 2° 23′ 23.87″ / 북위 48.8390500° 동경 2.3899639° | 파리 12구                      | |
|  | o |  | 도메닐              | Daumesnil Félix Éboué       | 북위 48° 50′ 23″ 동경 2° 23′ 45″ / 북위 48.839644° 동경 2.395792°         | 파리 12구                      | 파리 메트로 · 파리 메트로 Line 8호선                                                                      |
|  | • |  | 벨 에르             | Bel-Air                     | 북위 48° 50′ 29″ 동경 2° 24′ 03″ / 북위 48.841344° 동경 2.400912°         | 파리 12구                      | |
|  | • |  | 픽푸스              | Picpus Courteline           | 북위 48° 50′ 43″ 동경 2° 24′ 02″ / 북위 48.84515° 동경 2.400494°          | 파리 12구                      | |
|  | o |  | 나시옹              | Nation                      | 북위 48° 50′ 54″ 동경 2° 23′ 45″ / 북위 48.848389° 동경 2.3958°           | 파리 11구, 파리 12구           | 파리 메트로 · 파리 메트로 Line 1호선 · 파리 메트로 Line 2호선 · 파리 메트로 Line 9호선 · RER 선 · RER A선 |

(굵은 글씨의 역은 특정 통행의 시종착역으로 사용된다.)

### 역명 변경 역사
- 1907년 10월 15일: 아베뉴 드 수프렝 (Avenue de Suffren, 그 당시 5호선) 역이 루 드 세브레 (Rue de Sèvres) 역으로 변경되었다.
- 1910년 3월 11일: 몽파르나스 (Montparnasse, 그 당시 5호선) 역이 아베뉴 두 메인 (Avenue du Maine) 역으로 변경되었다.
- 1913년 11월 1일: 루 드 세브레 (Rue de Sèvres, 그 당시 5호선) 역이 세브르-레쿠르베 (Sèvres - Lecourbe) 역으로 변경되었다.
- 1933년 6월 30일: 아베뉴 두 메인 (Avenue du Maine, 그 당시 5호선) 역이 비앵브뉘 (Bienvenüe) 역으로 변경되었다.
- 1937년 3월 1일: 생망데 (Saint-Mandé) 역이 픽푸스 (Picpus) 역으로 변경되었다.
- 1939년 7월 12일: 샤렝통 (Charenton) 역이 두고미에르 (Dugommier) 역으로 변경되었다.
- 1942년 10월 6일: 비앵브뉘 (Bienvenüe, 그 당시 5호선) 역이 몽파르나스-비앵브뉘(Montparnasse - Bienvenüe) 역으로 변경되었다.
- 1949년 6월 18일: 그레넬르 (Grenelle) 역이 비르아켐 (Bir-Hakeim) 역으로 명칭이 변경되었다..
- 1970년: 에투알 (Étoile) 역이 샤를 드 골-에투알 (Charles de Gaulle - Étoile) 역으로 명칭이 변경되었다.

## 관광
- 6호선의 몇몇 역과 구간들은 고가에 위치하고 있어 파리의 경치를 감상할 수 있다. 특히 페시 역과 비르아켐 역에 위치한 비르아켐 다리는 에펠탑 주변의 아름다운 경치를 감상할 수 있는 것으로 유명하다.
- 메트로 6호선은 다음과 같은 몇몇 명소를 연결한다.
  - 샤를 드골 광장 및 에투알 개선문
  - 트로카데로
  - 에펠탑과 마르스 광장
  - 몽파르나스: 주변의 카페 및 몽파르나스 타워
  - 이탈리아 궁전(Place d'Italie) 와 Butte aux Cailles
  - 베르시(Bercy) : 프랑스 대장성 및 파리-베르시 스포츠 아레나, 근처의 정원
  - 나시옹 광장

## 갤러리

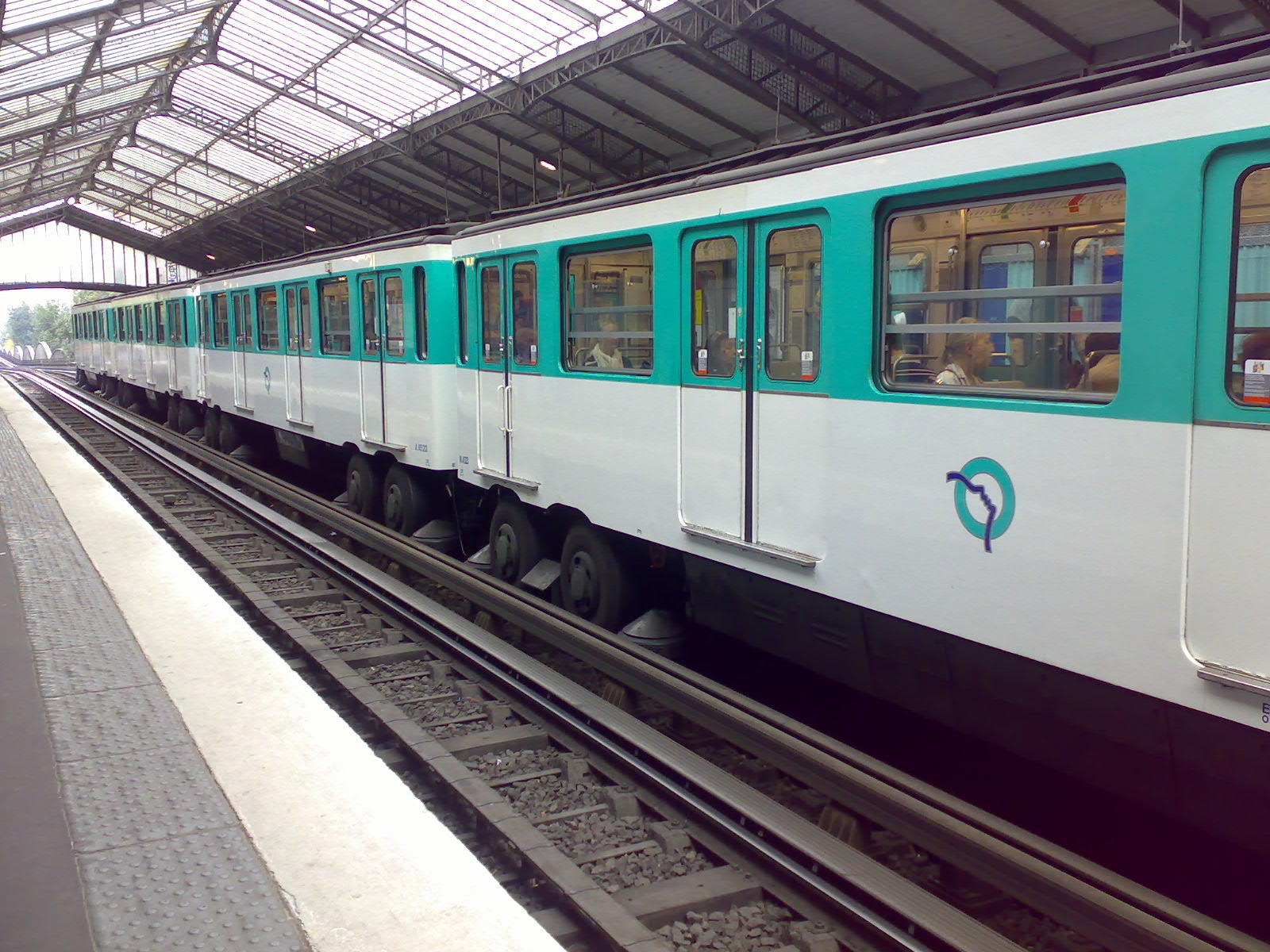
비르-아케임 역
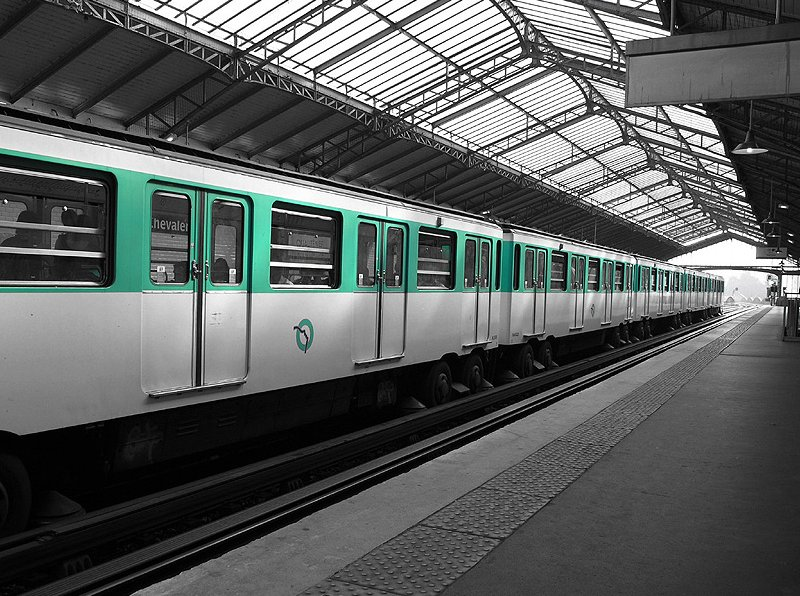
셰브르 역
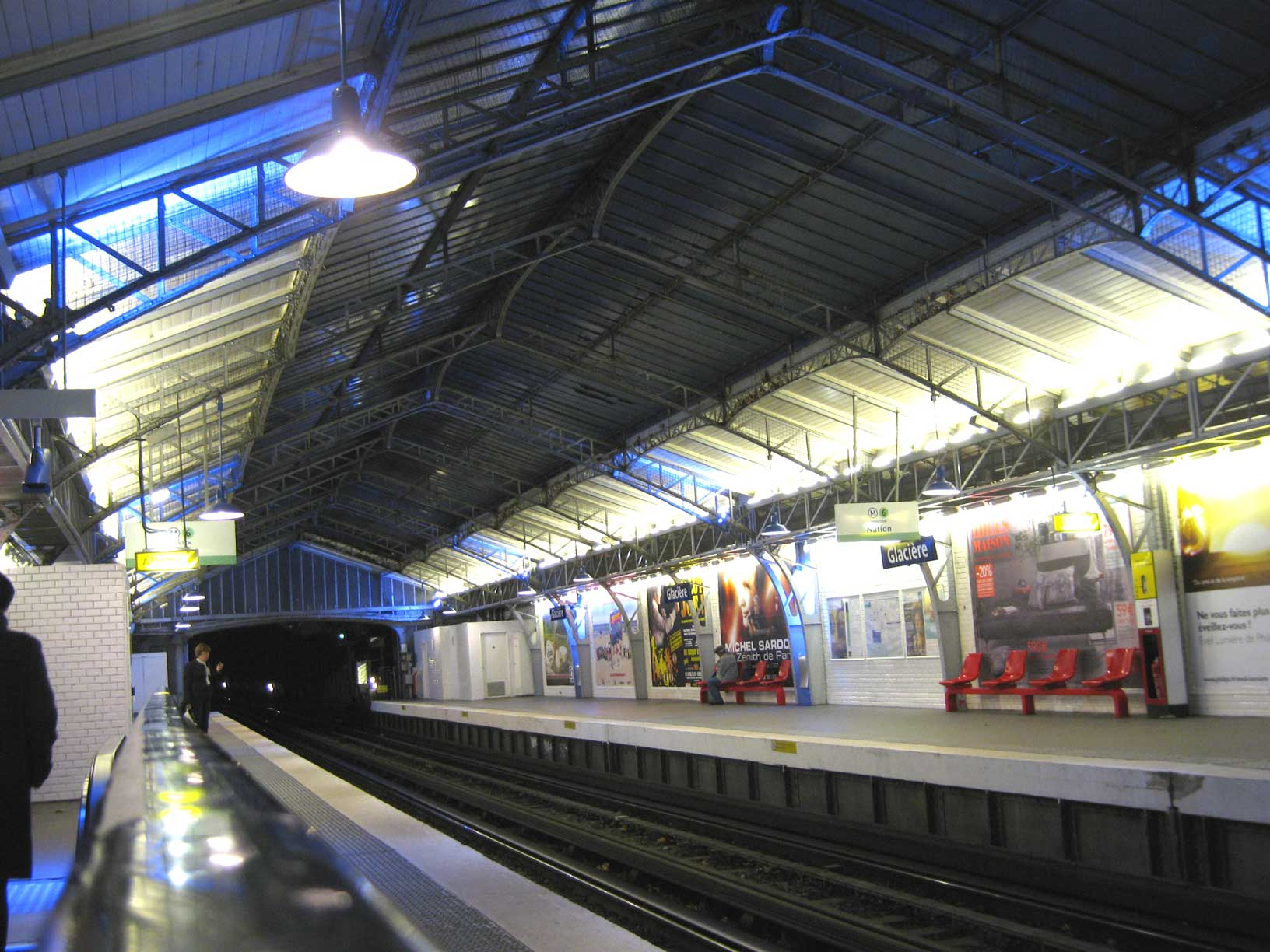
글라시에르 역
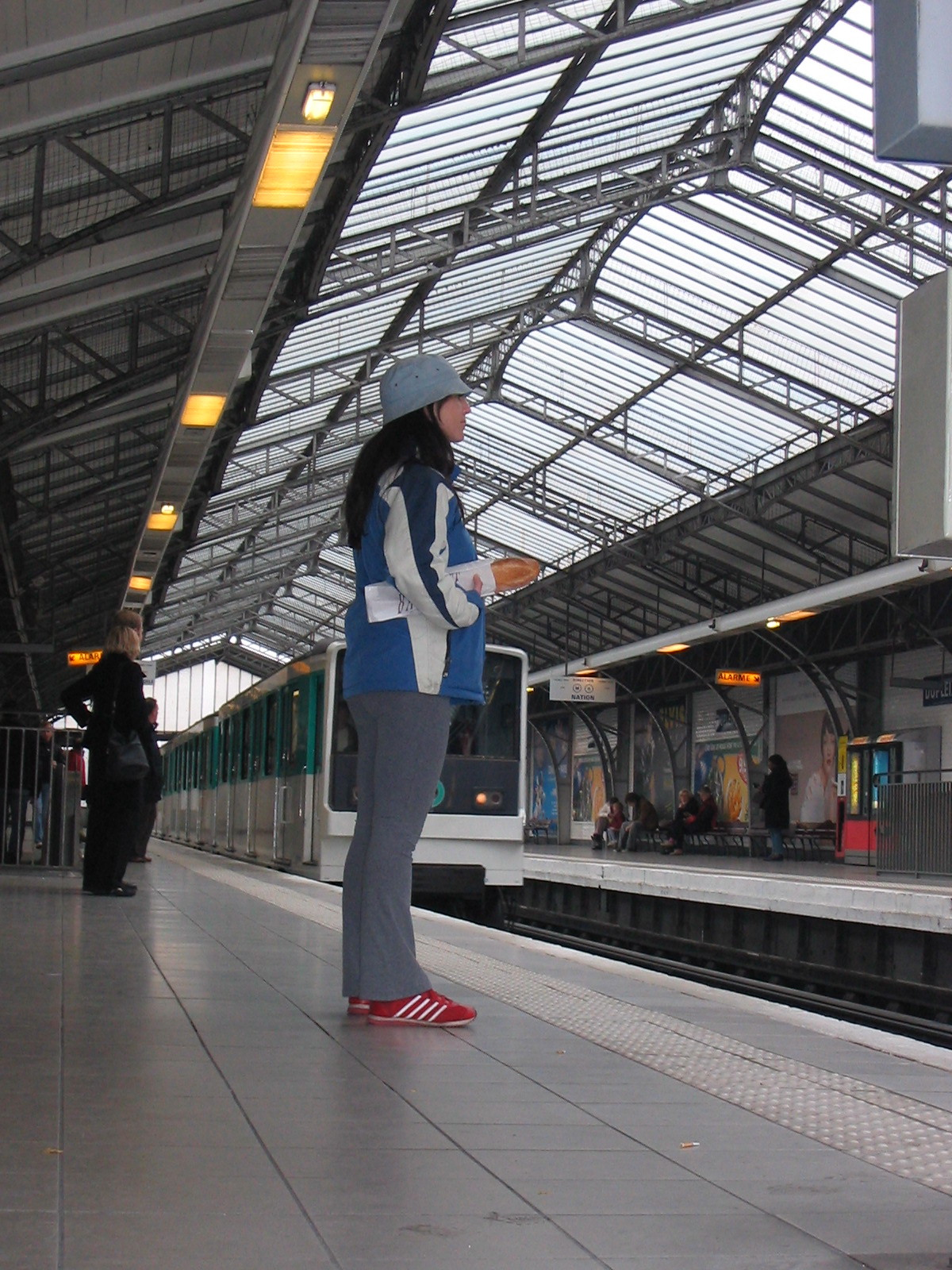
라 모트 피케-그르넬 역
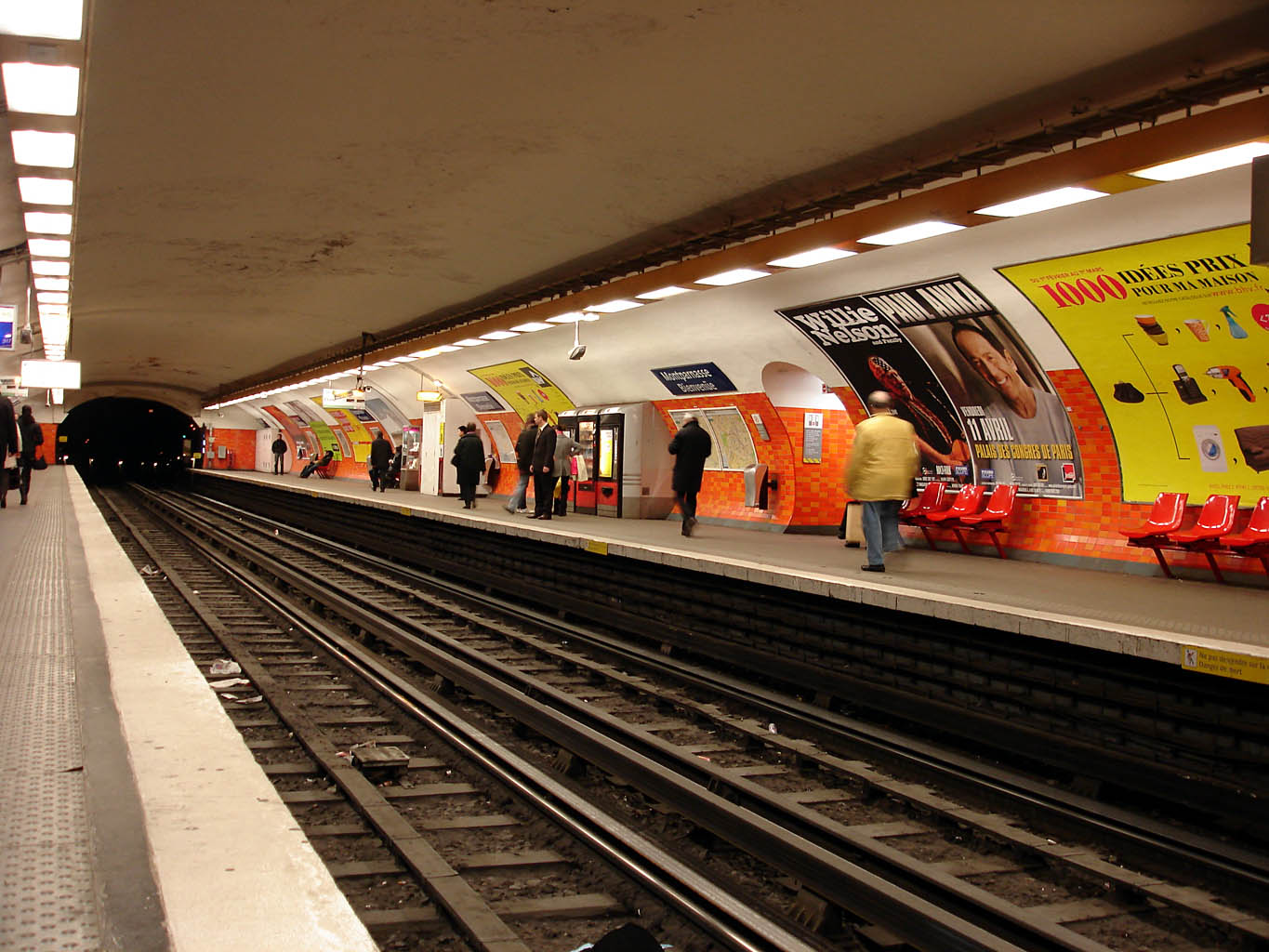
몽파르나스-비앙브뉘 역
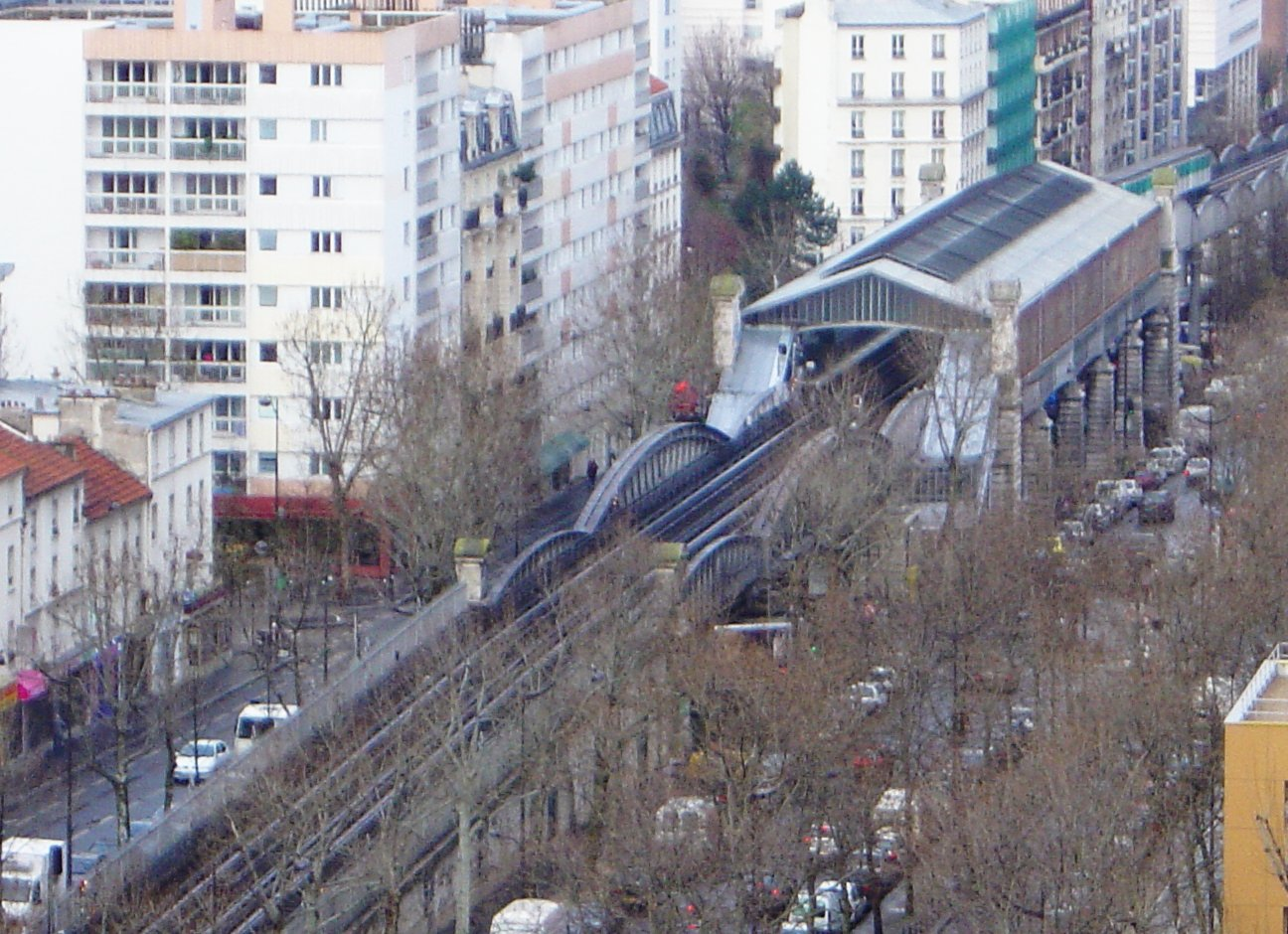
나시오날 역
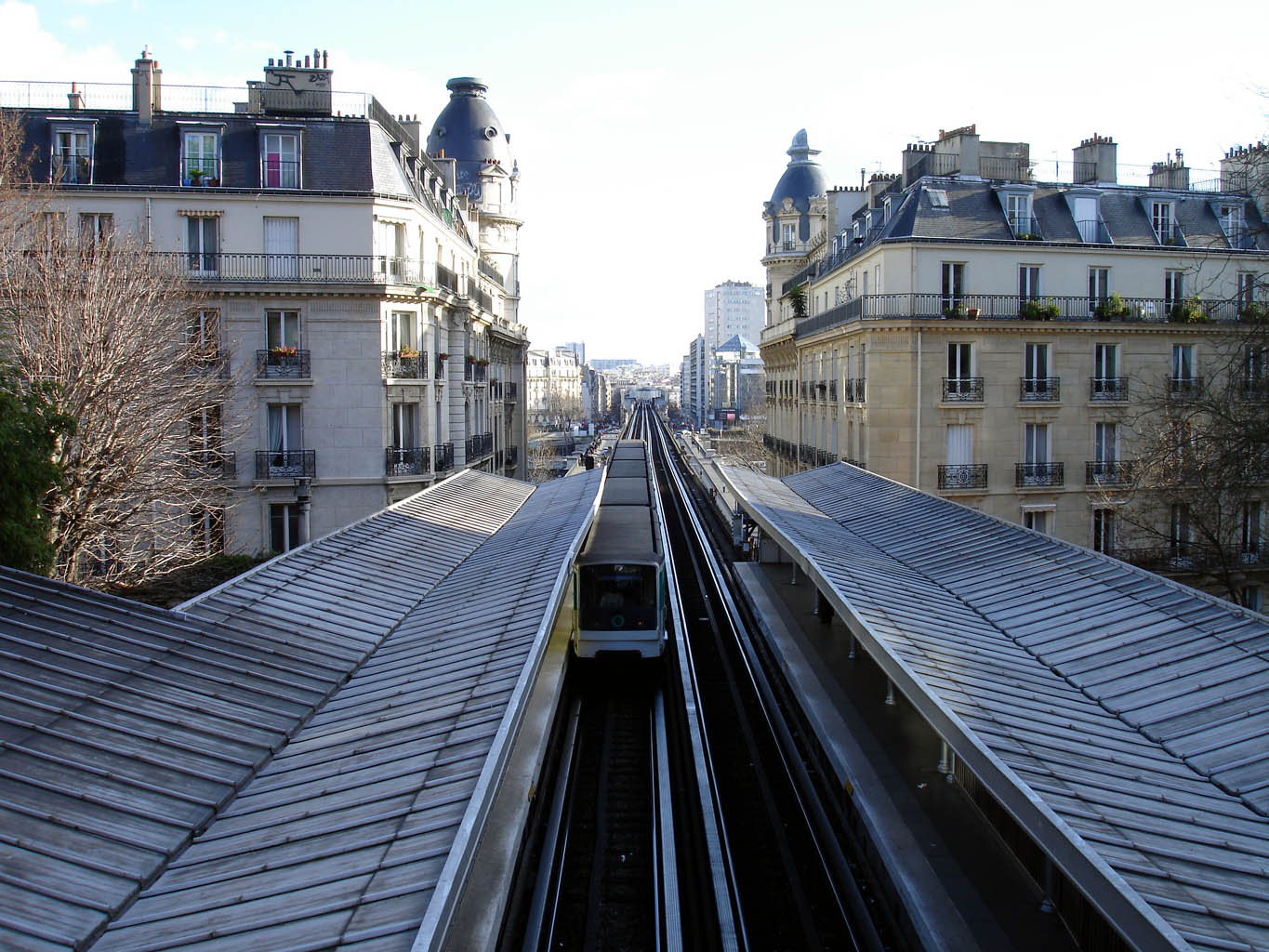
파시 역
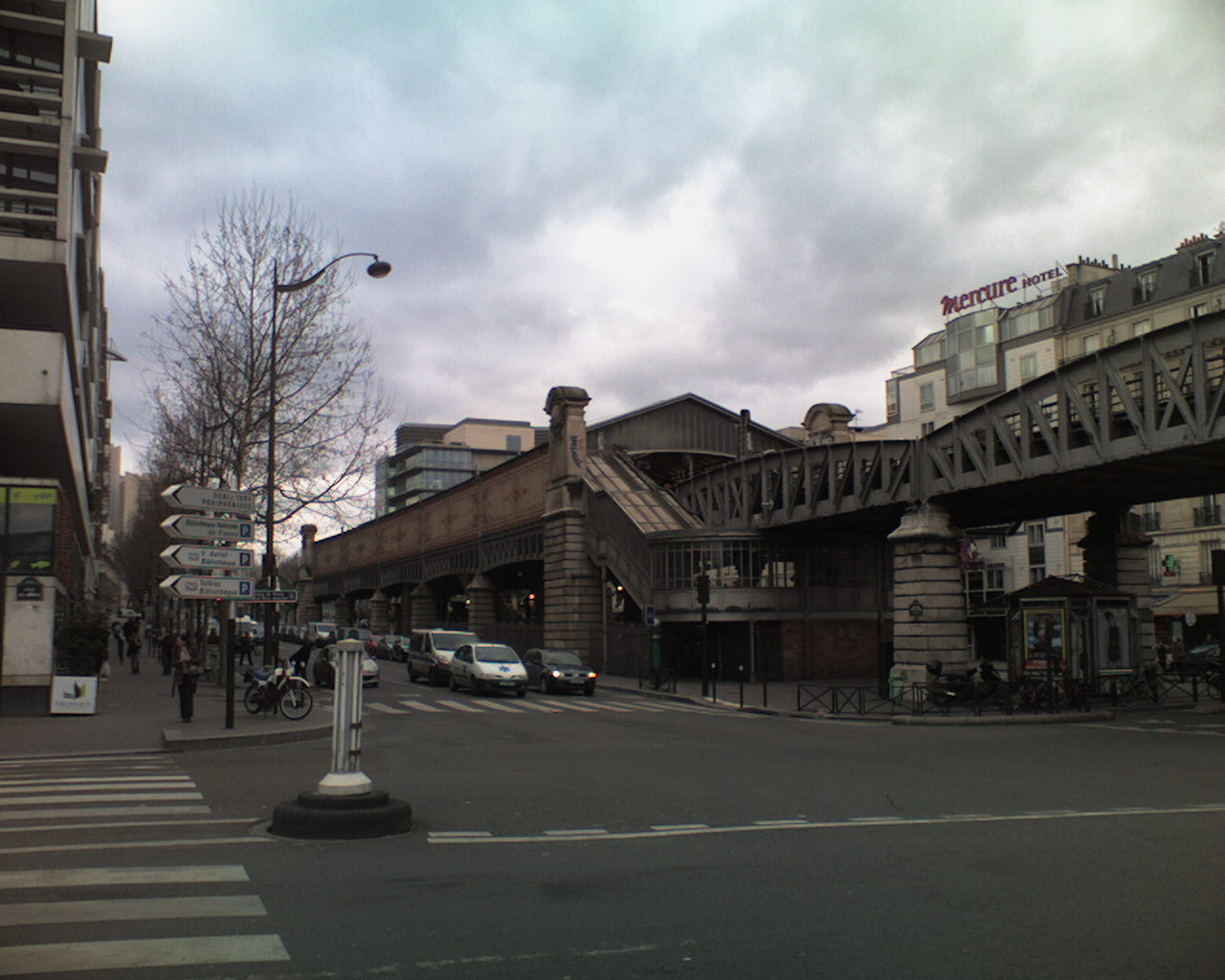
께 드 라 가르 역
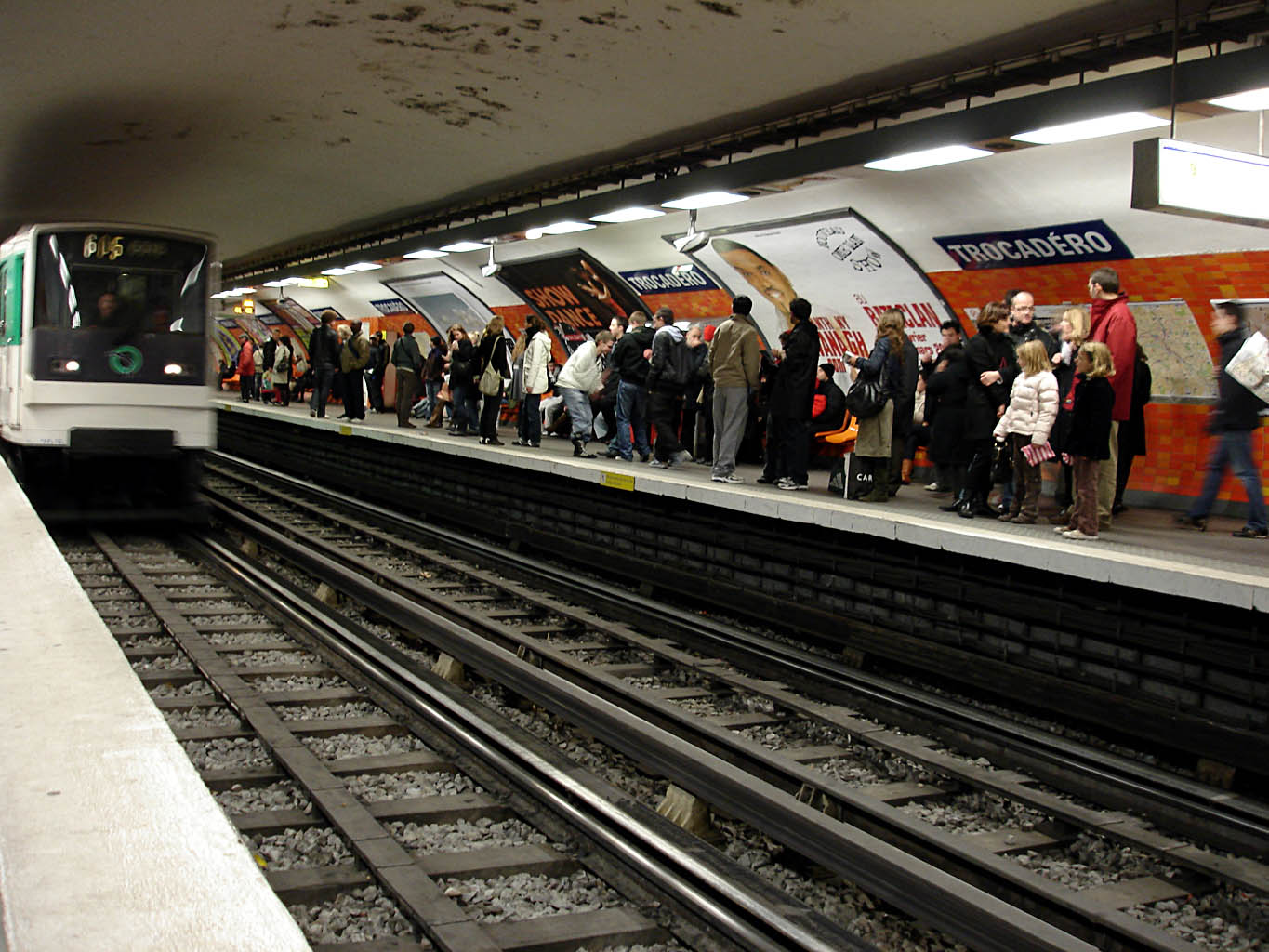
트로카데로 역
- 샤를 드 골-에투알 역

## 같이 보기
- 파리 메트로 역의 목록
- 파리 RER 역의 목록